# 277 Park Avenue
277 Park Avenue est une tour de 50 étages située à Manhattan, New York. Construite en 1962, elle mesure 209 mètres de hauteur.